# Johannes Kirchring (der Jüngere)
Johannes Kirchring der Jüngere (* in Oldenburg; bl. 1630–1645 ebenda) war ein deutscher Schreibmeister und Maler.

## Leben
Johannes Kirchring war Sohn des gleichnamigen Schreibmeisters am Oldenburger Hof Johannes Kirchring und erlernte seinen Beruf bei seinem Vater, in dessen Hause er um 1630 auch tätig war. Die Lebensdaten beider sind nicht genau bestimmt, so dass die Abgrenzung des Werks in der Zeit der Überschneidung der Wirkungszeiträume nicht immer zweifelsfrei möglich ist. Beide wirkten als Schreibmeister in Oldenburg. Das 1637 geschriebene Vollständige Gesangbuch im Nachlass der Brüder Grimm wird eher Johannes Kirchring dem Jüngeren zugeordnet.
1637 fertigte er ein Pferd und eine Kuh, die als Jagdattrappen für Graf Anton Günther bei der Jagd auf Feldhühner Verwendung finden sollten. Er malte das damalige oberste Gemach des Frauenzimmerflügels im Schloss Oldenburg aus und fertigte Entwürfe für die Ausmalung weiterer Räumlichkeiten des Schlosses. Im Jahre 1638 führte Kirchring der Jüngere Verzierungsarbeiten in Gold am Oldenburger Rathaus durch. 1639 lieferte er an den Hof vier Trompetenfahnen mit dem gräflichen Wappen. 1644 malte er einen Krammetsvogel (tot und lebendig). Aufgrund seiner Signatur sind die Ausmalung und Ausgestaltung der von Graf Anton Günther gestifteten Dreifaltigkeitskirche im Oldenburger Stadtteil Osternburg für sein Werk gesichert. Dazu gehören die auch die kalligrafischen Bemalungen der Decke und Emporen sowie der Altar. Die Figuren von Maria und Johannes auf dem Epitaph des Balthasar Dugend von 1645 werden ihm ebenfalls zugeschrieben.